# Barrage de Beaumont-Monteux
Construit dans la basse vallée de l'Isère entre 1917 et 1922, dans le département de la Drôme, à 10 km en amont de la confluence avec le Rhône, le barrage de Beaumont-Monteux est un barrage mobile de 134 mètres de largeur et 11 mètres de hauteur, qui a pour fonction de dériver l'eau de l'Isère dans un canal d'amenée de 1600 mètres de long, alimentant la centrale hydroélectrique de Beaumont-Monteux. Le barrage de dérivation est situé sur la commune de Châteauneuf-sur-Isère, et la centre hydroélectrique est située sur la commune de Beaumont-Monteux.

## Histoire
La création du barrage de Beaumont-Monteux entraîna la disparition de l'activité de flottage du bois à bord de radeaux venus des forêts de la Tarentaise et de la Maurienne. Les réactions défavorables au barrage vinrent des fonderies de canons de Saint-Gervais, de la Chambre de commerce de Grenoble, et de la municipalité et des flotteurs de Saint-Nazaire-en-Royans, qui ont dénoncé un obstacle à la navigation. Les élus locaux et la chambre de commerce et d’industrie de la Drôme estimaient au contraire que leur département avait besoin d’énergie. La préparation du projet et l’instruction prendront 15 ans provoquant quelques manifestations d’impatience. 
Une demande de construction est déposée en 1910 par l'ingénieur suisse Adrien Palaz pour le compte de l'Énergie électrique du littoral méditerranéen, en associant la Société des Forces Motrices de la Haute-Durance, où la société dispose du barrage de Ventavon depuis 1909, mais il bute sur l'enquête publique de 1912, qui s'ajoute à celle de 1906. 
Une concession de travaux publics est finalement accordée en 1914, à condition que le pétitionnaire s’engage à demander une concession suivant la loi sur l’hydraulique en préparation, la future loi de 1919, sachant que le cahier des charges de Beaumont-Monteux aurait une influence sur la loi. En 1913, la Société Générale d'Entreprises trouve deux nouveaux partenaires : la Compagnie électrique de la Loire et du Centre et la Compagnie des forges et aciéries de la marine et d'Homécourt de Saint-Chamond. L'arrêt général des travaux qui suit la mobilisation de 1914 dure deux ans et demi et ils ne démarrent vraiment qu'en 1917. Entre-temps, la technologie de ligne à haute tension a progressé et on peut transporter du courant à 120 000 volts. Le poste extérieur de 120 000 volts est le premier de cette capacité, pour desservir les aciéries de la région de Saint-Etienne, à travers le massif montagneux du Pilat. 
L'ouvrage sera doublé, à la fin des années 1940, par la construction du barrage de La Vanelle situé 6,5 km en amont, sur la commune de Châteauneuf-sur-Isère. Le réservoir de ce barrage constitue un vivier pour nombre d’espèces d’oiseaux et est devenu une zone naturelle protégée.